# لوغان موراي
لوغان موراي (بالإنجليزية: Logan Murray)‏ هو كوميدي ارتجالي بريطاني، ولِد في القرن العشرين.